# Agata della Pietà
Agata della Pietà (Venezia, ... – ca. 1700) è stata una compositrice e soprano italiana oltre che insegnante di musica.

## Biografia
Ammessa come trovatella all'Ospedale della Pietà di Venezia, ha ricevuto fin dalla sua infanzia un'approfondita formazione musicale nel coro, ovvero la scuola di musica del convento. Diviene soprano solista, insegnante di canto e direttrice della scuola. Non può applicarsi allo studio di uno strumento essendo, fin dalla nascita, priva di quattro dita della mano sinistra. Nota per essere stata solista in mottetti commissionati da Giovanni Porta e Andrea Bernasconi, nei cui manoscritti è menzionata per nome; viene citata anche in un verso anonimo attribuito alle musiciste dei cori della Pietà, datato al 1740 circa.
Del suo lavoro restano soltanto due mottetti, un Aprili Novo in Fa dedicato a "Louisa Della Sga Agnatta" e una versione, sempre in Fa, del Salmo 134 per la Compieta. Di quest'ultima ci è rimasta solo la parte strumentale del basso. Ha inoltre prodotto un testo pedagogico, Regali per Gregoria, per una sua allieva, una solista contralto di nome Gregoria attiva tra il 1746 e il 1777.
Assieme a Michielina e Santa della Pietà, Agata della Pietà è una delle sole tre ospiti dell'Ospedale nota per essere diventata compositrice.